# Кармінка
Кармі́нка (Rhodospingus cruentus) — вид горобцеподібних птахів родини саякових (Thraupidae). Мешкає в Еквадорі і Перу. Це єдиний представник монотипового роду Кармінка (Rhodospingus).

## Опис

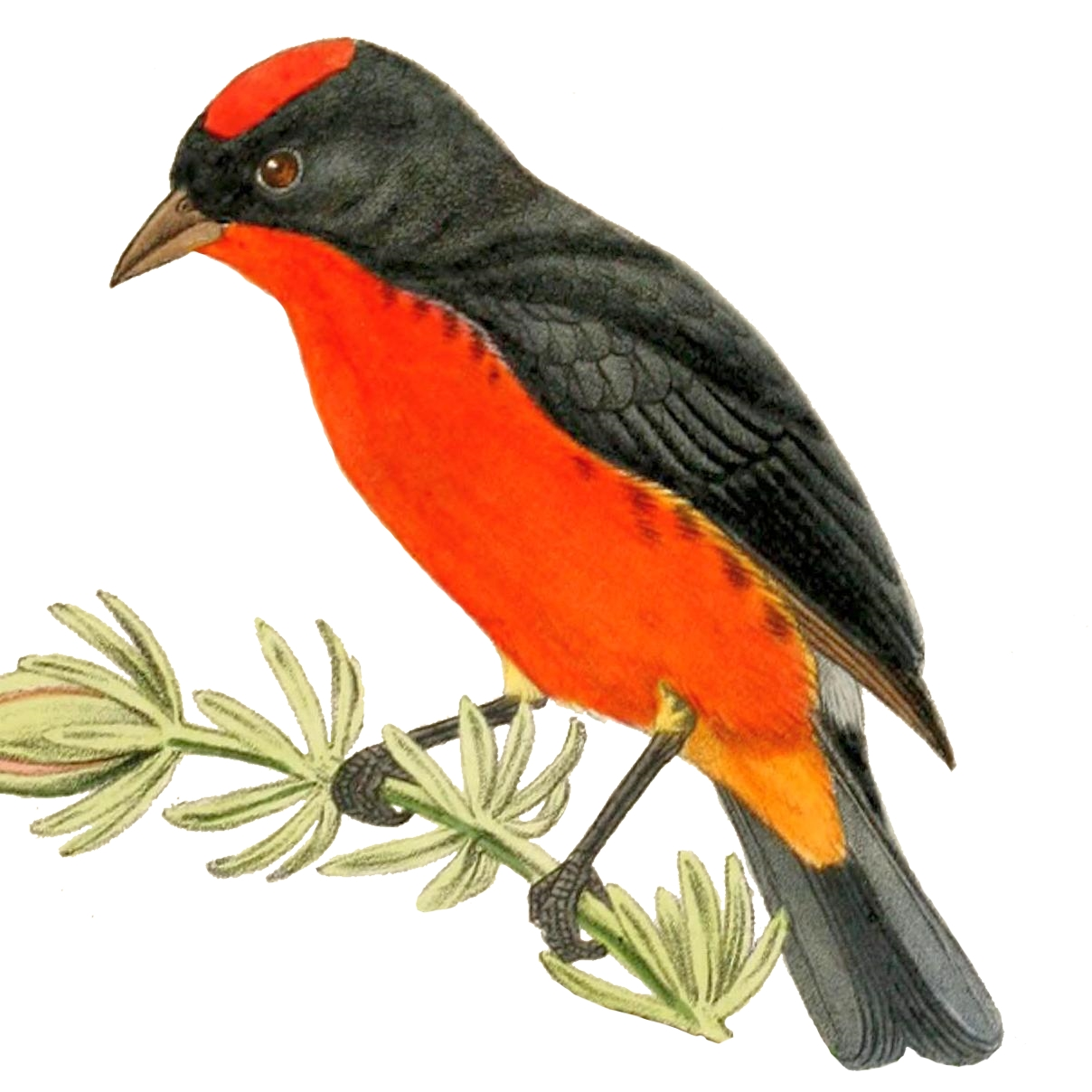
Самець кармінки

Довжина птаха становить 11 см, вага 11,6 г. виду притаманний статевий диморфізм. у самців верхня частина тіла чорнувата, на тімені малиново-червона пляма, нижня частина тіла червона, живіт більш оранжевий, гузка жовта. У самиць верхня частина тіла сірувато-коричнева, нижня частина тіла жовтувато-охриста. Забарвлення молодих птахів є подібне до забарвлення самиць. У молодих самців груди часто мають оранжевий відтінок.

## Поширення і екологія
Кармінки мешкають на заході Еквадору (на південь від північно-західного Есмеральдаса) і на крайньому північному заході Перу (Тумбес, П'юра). Вони живуть в сухих чагарникових заростях, рідколіссях і невисоких сухих тропічних лісах. Зустрічаються зграйками, на висоті до 800 м над рівнем моря. Часто приєднуються до змішаних зграй птахів. Живляться насінням, під час сезону розмноження також дрібними безхребетними. В кладці 2-4 яйця.